# 프론트 라인 (비디오 게임)
프론트 라인(일본어: フロントライン, 영어: Front Line)은 1983년 타이토에서 발매한 아케이드용 액션 게임이다.

## 기본 룰
8방향레버, 다이얼스위치(기관총, 수류탄의 방향결정과 기총의 발사)와 버튼(수류탄투척)을 조작하여 최종지점에 있는 기지를 파괴하면 다음 레벨로 진행한다. 또한 다이얼스위치를 조작하여 기총과 수류탄의 발사방향을 컨트롤할 수 있으므로 다른 슈팅 게임과는 달리 진행방향과 상관없이 발사할 수 있다.

## 실수 조건
다음과 같은 경우 플레이어 캐릭터가 죽게 되며 라이프를 하나 잃게 된다.
- 적탄에 맞을 때 (기관총, 수류탄, 포탄)
- 지뢰를 밟았을 때
- 적병이나 적차량, 바위에 닿았을 때
- 폭파된 차량이나 자신의 수류탄의 폭발에 휘말릴 때

## 적
병사
기총과 수류탄으로 응전해온다. 성능은 주인공과 같지만, 주인공이 들어갈 수 없는 덤불에도 들어갈 수 있다.
전차&장갑차
포탄으로 응전해온다. 수류탄으로 파괴가능.
전선기지
고정된 포대로 응전해온다. 수류탄으로만 파괴할 수 있다.
바위
보병지역에서 좌우의 구석에서 굴러온다. 공격불가.
지뢰
붉은 통모양의 물체. 총알로 폭파시킬 수 있으며 큰 구멍이 생긴다. 구멍에 빠지면 일정시간 빠져나올 수 없다.

## 무기
라이플
병사에 대해서만 유효하고 사정거리가 짧다.
수류탄
모든 적에 대해 유효. 포물선을 그리며 캐릭터2명 정도에 해당하는 거리앞까지 날아가서 폭발한다. 그렇게 멀리 날아가지 않기 때문에 걸어가면서 던지면 자폭한다.
전차와 장갑차
전차지대에 파란색 차량이 놓여 있으며 수류탄버튼으로 탑승할 수 있다. 전차는 포탄, 장갑차는 기관총탄을 발사한다. 수류탄이나 포탄을 맞고 일정기간 지나거나 한번 더 공격받으면 폭발한다. 전차에 타고 있는 경우 적장갑차의 기관총탄에 맞을 경우 한번 내렸다가 다시 탈 수 있다.

## 여담
- 차량(전차나 장갑차)을 타고 전진해 다른 (파란색)차량을 발견하면, 거기서 원래 타고 있던 차량이 파괴되어도, 새로운 차량으로 바꿔탄 다음 파괴되었던 차량이 있는 곳으로 돌아오면 다시 차량이 놓여 있다.
- 화면의 끝과 끝이 이어져 있어서 바깥쪽에 걸치듯이 차량을 놓고, 반대쪽 끝에서 탑승하면 워프하는 것처럼 된다. 이걸 반복하여 총사령부의 뒤로 돌아가는 것도 가능.

## 이식 작품
- 패미콤판 - 1985년 8월 1일 발매
- MSX판
- 플레이스테이션2판 - 2005년 8월 25일 발매된 타이토메모리즈하권에 수록
- 기타 PC-8801이나 X1, FM-7에도 이식되었다.

## 평가
| 평론 점수 | 평론 점수                  |
| 평론사    | 점수                       |
| --------- | -------------------------- |
| 올게임    | Arcade: · Coleco: · Atari: |

| 수상                 | 수상                                            |
| 평론사               | 수상                                            |
| -------------------- | ----------------------------------------------- |
| Arcade Awards (1983) | Coin-Op Game of the Year (Certificate of Merit) |